# Le Voyage d'Edgar dans la forêt magique
Pour plus de détails, voir Fiche technique et Distribution.
Le Voyage d'Edgar dans la forêt magique ou Il était une fois la forêt au Québec (Once Upon a Forest) est un film d'animation américano-britannique, sorti en 1993.
Le film est fondé sur les personnages de Petite Classe (Furlings), un conte gallois écrit par Rae Lambert en 1989. 

## Synopsis
Edgar est une petite taupe qui mène une vie tranquille dans la forêt, allant à l'école avec ses amis pour apprendre la vie. Jusqu'au jour où leur quotidien est perturbé par les humains. Un camion circulant sur la route la plus proche a un accident et déverse ses produits chimiques toxiques dans la forêt. Edgar et ses amis Abigail (une souris) et Russell (un hérisson) partent alors pour une formidable aventure dans la campagne alentour afin de trouver et ramener une fleur, seule remède capable de sauver Michelle (une blairelle), la petite fille de leur professeur Cornelius (un blaireau), contaminée par les gaz toxiques.

## Fiche technique
- Titre original : Once Upon a Forest
- Titre français : Le Voyage d'Edgar dans la forêt magique
- Titre québécois : Il était une fois la forêt
- Réalisation : Charles Grosvenor
- Scénario : Mark Young et Kelly Ward
- Animation : Stefan Fjeldmark, Francisco Alaminos Hódar,Charles Bonifacio,Ruth Elliott et David Feiss
- Producteurs : David Kirschner et Jerry Mills
- Production : Hanna-Barbera
- Distributeur : 20th Century Fox
- Musique : James Horner
- Pays :  États-Unis /  Royaume-Uni
- Format :
- Genre : Animation
- Durée : 71 minutes
- Date de sortie : 18 juin 1993

## Distribution

### Voix originales
- Ben Gregory : Edgar
- Ellen Blain : Abigail
- Paige Gosney : Russell
- Michael Crawford : Cornelius
- Ben Vereen : Phineas
- Elisabeth Moss : Michelle
- Will Nipper : Willy
- Charlie Adler : Waggs
- Rickey D'Shon Collins : Bosworth
- Don Reed : Oiseau de marais
- Robert David Hall : Conducteur de camion
- Paul Eiding : Le père d'Abigail
- Janet Waldo : La mère d'Edgar
- Susan Silo : La mère de Russell
- Angel Harper : La mère de Bosworth
- Benjamin Kimball Smith : le frère de Russell
- Haven Hartman : La sœur de Russell

### Voix françaises
- Philippe Dumat : Cornelius
- Claire Guyot : Abigail
- Mathieu Therbe : Edgar
- Romain Barthélémy : Russell
- Aurélia Dausse : Michelle
- Emmanuel Karsen : Waggs
- Michel Vigné : Phinéas
- Anna Gaylor : la mère d'Edgar
- Jacques Deschamps : le Conducteur de Camion